# كريستيان تسيلر
كريستيان زيلر (بالألمانية: Christian Zeller)‏ هو رياضياتي ألماني، ولد في 1822 في Mühlhausen ‏ في ألمانيا، وتوفي في 1899 في Bad Cannstatt ‏ في ألمانيا.